# T.N.T. (banda española)
T.N.T. es una banda punk granadina, integrada por Ángel Doblas (bajo), José Antonio García (voz), Jesús Arias (guitarra) y Joaquín Vílchez (batería), que surgió en 1981, en plena eclosión del punk en España, con la Movida Madrileña o el Rock Radical Vasco.
El grupo había tenido una etapa previa en el año 1978, en el pueblo granadino de Huétor Tájar, a 40 kilómetros de la capital, como una sencilla formación de rock liderada por Doblas y García y con Francisco Sánchez de batería y Manuel Rodríguez de Bajista. Tras cosechar un considerable éxito la banda se separó,decidiendo Doblas y García refundar el grupo con la incorporación de Arias y Vílchez.

## Historia

### Los inicios
La nueva formación de T.N.T. comenzó ensayando en Las Cuevas, un caserón en el Alto Albaicín que estaba literalmente incrustado en el monte y cuyas habitaciones eran auténticas cuevas. En el mismo lugar ensayaban otras formaciones, como Magic, La Banda del Tío Paco, u orquestas de feria. La banda poseía una extrema vitalidad y pronto llamaría la atención de los demás músicos por la indumentaria de sus integrantes (chaquetas de cuero, vaqueros rotos, imperdibles) como por su estilo (música salvaje y agresiva, rock and roll acelerado y guitarras distorsionadas).
La puesta de largo de T.N.T. como el primer grupo punk que aparecía en Granada se produjo en Huétor Tájar, en la sala Copacabana, con dos conciertos celebrados los días 26 y 27 de noviembre de 1981 que fueron registrados en una cinta de casete. Otro concierto que debían celebrar en Granada, en la plaza de las Pasiegas, delante de la Catedral, junto al grupo malagueño Slip & Sperma, fue suspendido a última hora por el Ayuntamiento de Granada. A esas alturas, T.N.T. era ya una banda de la que se hablaba en los pubs de la ciudad y despertaba la curiosidad de otras formaciones, como Al-Dar, un grupo de pop rock en el que se encontraban el guitarrista José Ignacio Lapido y el batería Tacho González.
En enero de 1982, antes de que Ángel Doblas se marchase a cumplir con el servicio militar, el grupo registró en el local de ensayo de unos amigos en el pueblo de Albolote la cinta Una Naranja Mecánica, que contenía 16 temas: ocho propios y ocho versiones. Luego quedó en dique seco.
La cinta fue enviada al programa Diario Pop, de Radio 3, en Radio Nacional de España, que presentaba y dirigía Jesús Ordovás. El programa tenía como función divulgar las maquetas y discos de los nuevos grupos que estaban apareciendo en España y T.N.T. entró en las listas de éxitos con fuerza. Rápidamente canciones como «Te he prometido», «Sin futuro», «1984 (Euroshima)» o «Cucarachas», acapararon los primeros puestos. La banda empezaba a ser conocida en todo el país.
Paradójicamente, en Granada, sus miembros estaban en dique seco.
En ese ínterin, el grupo Al-Dar se disolvió y José Ignacio Lapido y Tacho González le ofrecieron a José Antonio García la posibilidad de unirse a ellos como cantante durante el periodo en que T.N.T. estuviera sin poder ensayar. García aceptó. El mismo ofrecimiento le fue hecho a Jesús Arias para que tocase el bajo en la nueva banda, pero el guitarrista declinó la oferta, aunque sugirió que su hermano, Antonio Arias, podría encajar bien en el nuevo proyecto. Esta nueva banda se llamaría unas semanas después 091.
Tras la marcha temporal de José Antonio, Jesús Arias y Joaquín Vílchez llamaron a un viejo amigo de la infancia, Pepe Castro, para que tocase el bajo en T.N.T. Luego probaron diferentes cantantes sin grandes resultados. Unas semanas después, José Antonio García comunicaba a sus antiguos compañeros que se incorporaba de forma definitiva a 091.

### Primeras grabaciones
Justo en ese momento, desde Madrid, diferentes discográficas se interesaron por T.N.T. y trataron de localizar a sus integrantes. El batería Eduardo Benavente, de Alaska y los Pegamoides y Parálisis Permanente, se convirtió en un fan de la formación granadina y la propuso como grupo telonero para la presentación del primer LP de Alaska y Los Pegamoides. Los T.N.T. tuvieron que rechazar la oferta por falta de cantante.
En septiembre de 1982, durante un viaje a Madrid, Jesús Arias recibió la oferta de fichar con el sello independiente DRO. Aceptó. Unas semanas después, con la promesa de José Antonio García de volver a cantar con el grupo, la banda se encerró en los estudios Colores, de Madrid, para grabar su primer sencillo, Cucarachas/1984(Euroshima) y un tema para el LP recopilatorio Navidades Radioactivas. Jesús Arias, por otra parte, tocó como guitarrista invitado en el disco La Marca de Anubis, del grupo Los Iniciados. José Antonio García nunca llegaría a presentarse en el estudio de grabación para incorporar su voz y el trío tuvo que echar a suertes quién sería el cantante. Le tocó a Jesús Arias. El sencillo salió en noviembre de 1982, aunque pasó prácticamente desapercibido. La voz absolutamente personal y aguda de José Antonio García, que era la marca de T.N.T., había desaparecido.
En diciembre, el grupo volvió a los estudios Colores para grabar el tema «Guernika», base de un vídeo que habría de hacerse para el programa de TVE 1 Caja de Ritmos, dirigido y presentado por Carlos Tena. El sencillo aparecería en la primavera de 1983 con la canción «Gilmore '77», dedicada a la ejecución de Gary Gilmore en Estados Unidos en 1977.
Durante la misma primavera de 1983, T.N.T. grabó el maxisencillo Rimado de Ciudad en los estudios Gramola, de Madrid, junto al grupo Magic. Rimado de Ciudad era un proyecto común, para ponerle música a los versos del poeta Luis García Montero. T.N.T. musicó el poema «Coplas a la muerte de su colega». El ingeniero de sonido de esa grabación fue Peter MacNamie y Fernando Miranda produjo el disco para el Ayuntamiento de Granada.
Una semana después, la banda volvió a encerrarse en los estudios Doublewtronics, también de Madrid, para grabar su primer LP, Manifiesto Guernika, en el que colaboraron, entre otros, José Antonio García, Poch (de Derribos Arias) o José Ignacio Lapido. El disco aparecería en el mercado en octubre de 1983.
Decepcionados por las pocas posibilidades de producción que habían tenido, y sin poder afrontar la pérdida de José Antonio García, los miembros de T.N.T. decidieron disolver la banda el 1 de enero de 1984, con la incorporación de Joaquín Vílchez y José Castro al servicio militar.

### Reuniones
La banda reaparecería a finales de 1984 con una nueva formación que incluía a Jesús Arias y Ángel Doblas, al saxofonista Arturo Cid —colaborador habitual de grupo--, la cantante Aurora Pulido y, durante la última etapa, al baterista José Rueda, que había pertenecido a Magic. Pese a que el grupo hizo diferentes actuaciones por todo el país y apareció en el programa de TVE-2 Tablón de Anuncios, el nuevo proyecto no cuajó y la banda se disolvió en septiembre de 1985.
No fue hasta 1990 en que los miembros de T.N.T. volverían a reunirse. Fue con motivo de la celebración del décimo aniversario del Festival de Rock del Zaidín. La formación para el concierto la integraban José Antonio García (voz), Jesús Arias y Víctor García Lapido (guitarras), Carlos García (bajo) y Joaquín Vílchez (batería). El concierto, ante más de 12.000 personas, fue grabado en una cinta de casete. Siete años después, en 1997, aquella grabación saldría al mercado bajo el nombre de Directo a Nadsat.
En 2005, el sello Munster Records reeditó los dos primeros singles de T.N.T.
En 2008, el grupo emitió una nota de prensa en la que anunciaban el lanzamiento de un nuevo disco y la realización de una gira de reunión por todo el territorio español con la formación original: José Antonio García (voz), Ángel Doblas (bajo), Joaquín Vílchez (batería) y Jesús Arias (guitarra).
En 2013 Angel Doblas edita un CD con canciones de la formación original remasterizadas

## Discografía
- Una naranja mecánica (demo, 1982)
- Cucarachas/1984 (Euroshima) (single, 1982)
- Navidades radioactivas (LP colectivo, 1982)
- Rimado de Ciudad (maxi-single, 1983)
- Guernika/Gilmore '77 (single, 1983)
- Manifiesto Guernika (LP, 1983)
- Chaos in Europe (LP colectivo, 1987)
- Punk, qué punk? (LP colectivo, 1988)
- Directo a Nadsat (CD, 1997)